# Anthochlamys
Anthochlamys Fenzl – rodzaj roślin z rodziny szarłatowatych (Amaranthaceae Juss.). Według The Plant List w obrębie tego rodzaju znajduje się 6 gatunków. Występuje naturalnie w Azji Zachodniej i Środkowej, chociaż najpowszechniej rośnie w Iranie. Gatunkiem typowym jest A. polygaloides (Fisch. & C.A.Mey.) Moq.

## Morfologia
PokrójZielne rośliny jednoroczne.
LiścieUlistnienie jest naprzemianległe. Są pojedyncze, całobrzegie.
KwiatyPromieniste, obupłciowe, zebrane w kłosy, rozwijają się na szczytach pędów. Podsadki są nieobecne. Mają 5 zrośniętych działek kielicha. Pręcików jest 5, są wolne. Zalążnia jest górna, jednokomorowa.
OwoceNiełupki przybierające kształt pęcherzy, przez co sprawiają wrażenie, jakby były napompowane. Są wyposażone w skrzydełka.

## Systematyka
Pozycja systematyczna według APweb (aktualizowany system APG IV z 2016)Należy do rodziny szarłatowatych (Amaranthaceae Juss.), która wraz z siostrzanymi rodzinami Achatocarpaceae i goździkowate jest jednym z kladów w obrębie rzędu goździkowców (Caryophyllales) i klasy roślin okrytonasiennych. W obrębie rodziny zaliczany jest do podrodziny Corispermoideae.
Lista gatunków
- Anthochlamys afghanica Podlech
- Anthochlamys multinervis Rech.f.
- Anthochlamys polygaloides (Fisch. & C.A.Mey.) Moq.
- Anthochlamys tjanschanica Iljin ex Aellen
- Anthochlamys turcomanica Ilji
- Anthochlamys turkestanica (M.Bieb.) Iljin